# 호타쿠군
호타쿠군(일본어: 飽託郡, ほうたくぐん)은 일본 구마모토현에 있던 군이다 1991년 2월 1일 호타쿠군의 호쿠부정, 가와치정, 아키타정, 덴메이정 등 전체 4개 정이 구마모토시에 편입합병되고 폐지되었다.
합병되기전 4정이 구성되어 있었다.
- 호쿠부정(北部町)
- 아키타정(河内町)
- 아키타정(飽田町)
- 덴메이정(天明町)